# Eliurus petteri
Eliurus petteri is een zoogdier uit de familie van de Nesomyidae. De wetenschappelijke naam van de soort werd voor het eerst geldig gepubliceerd door Carleton in 1994. De naam is vernoemd naar de Franse primatoloog Jean-Jacques Petter.

## Voorkomen
De soort komt voor in Madagaskar.